# Place Rhin-et-Danube
La place Rhin-et-Danube est une voie située dans le quartier d'Amérique du 19e arrondissement de Paris.

## Situation et accès
La place Rhin-et-Danube est desservie par la ligne de métro 7 bis à la station Danube.

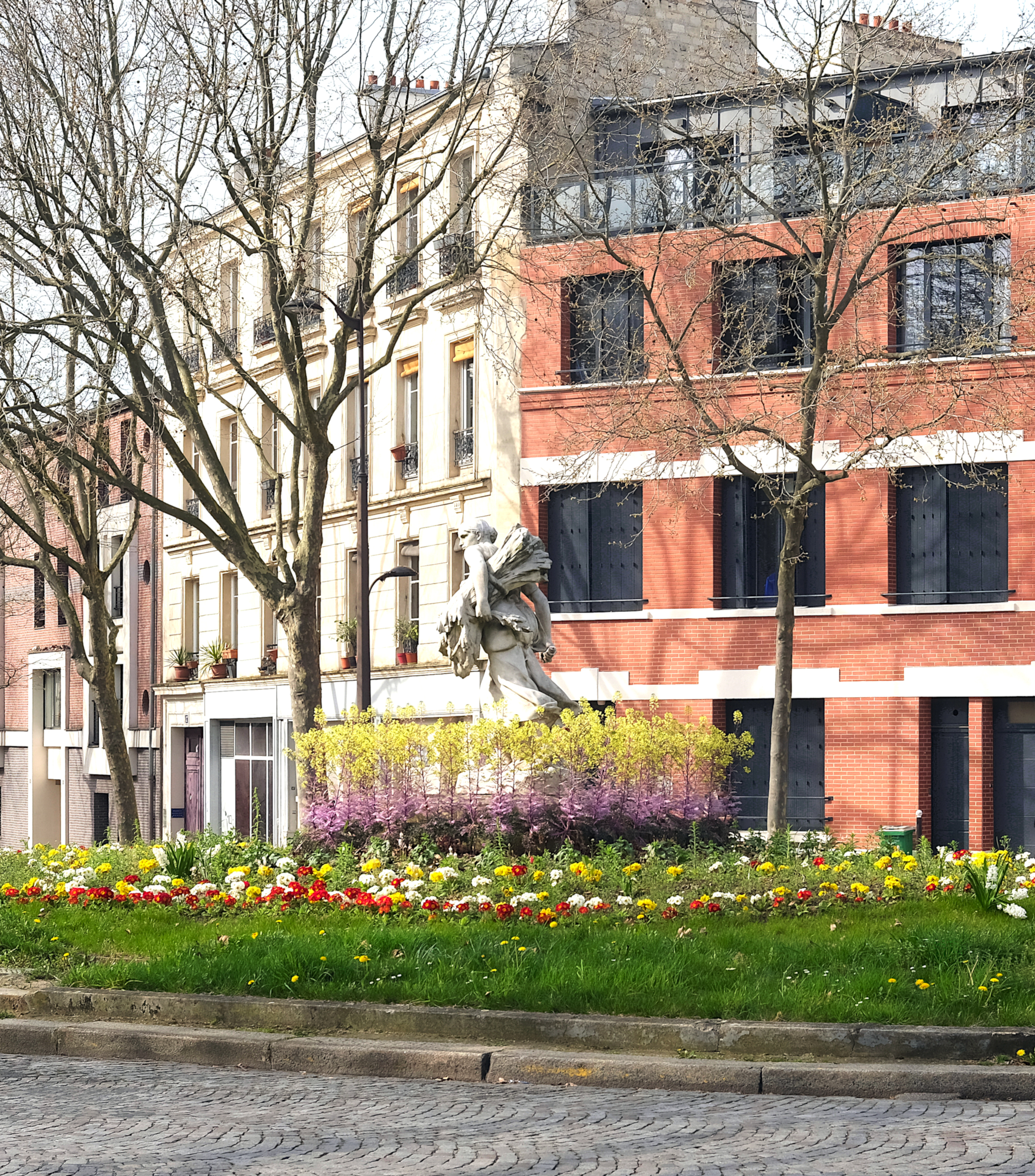
Place Rhin-et-Danube (le terre-plein fleuri).
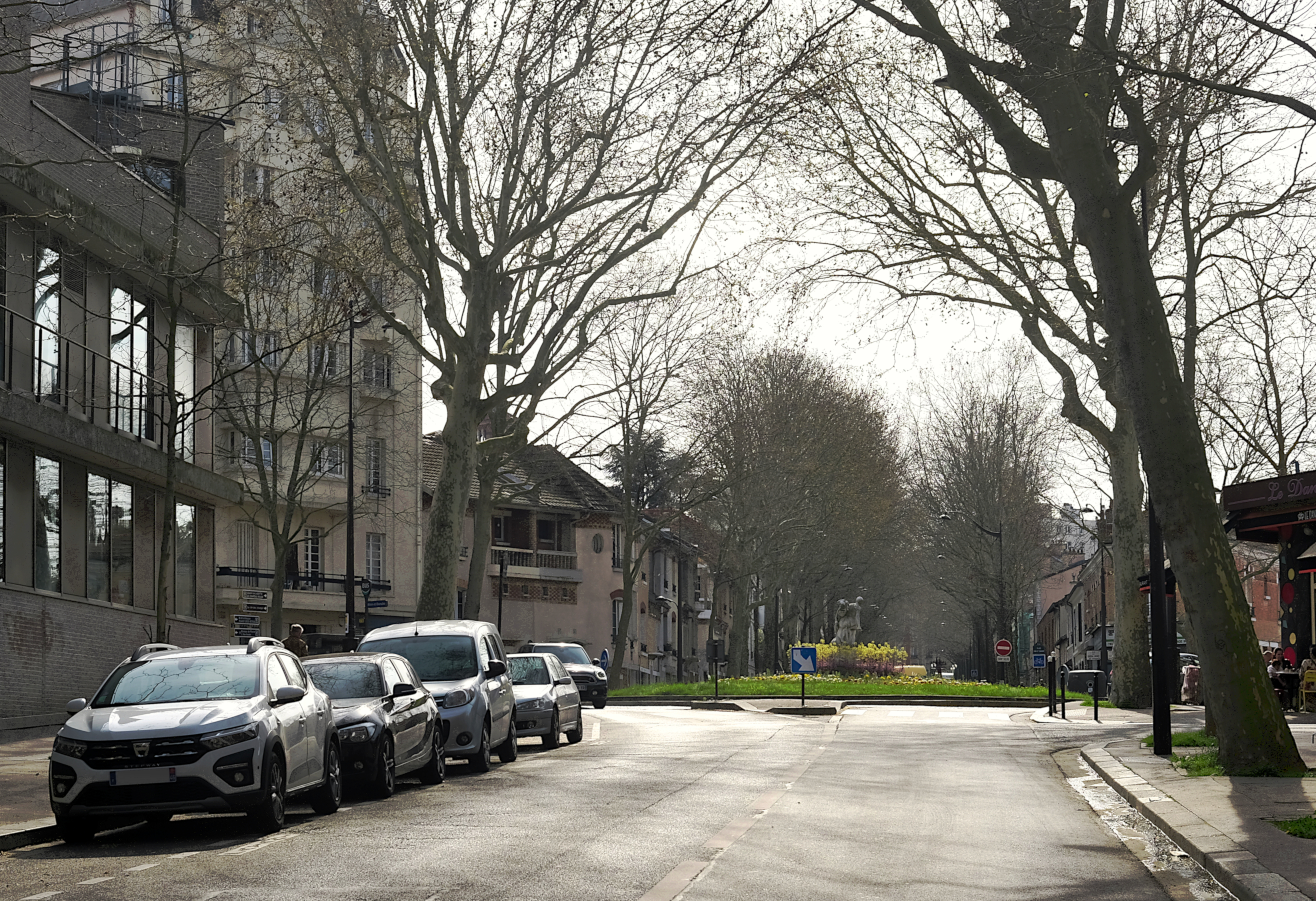
La place vue depuis la rue du Général-Brunet.

## Origine du nom
Elle porte ce nom en souvenir de la 1re armée française qui s'illustra, entre 1943 et 1945, à la campagne d'Italie, au débarquement de Provence, puis combattit sur le Rhin et le Danube lors de la Seconde Guerre mondiale.

## Historique
En 1875, cette place est ouverte, sous le nom de « place du Danube », en vertu du traité passé le 20 mai 1875 entre la ville de Paris et la Compagnie des marchés aux chevaux et à fourrages, pour permettre l'accès au marché des chevaux de la Villette. 

Lotissement du quartier entre 1861 et 1899
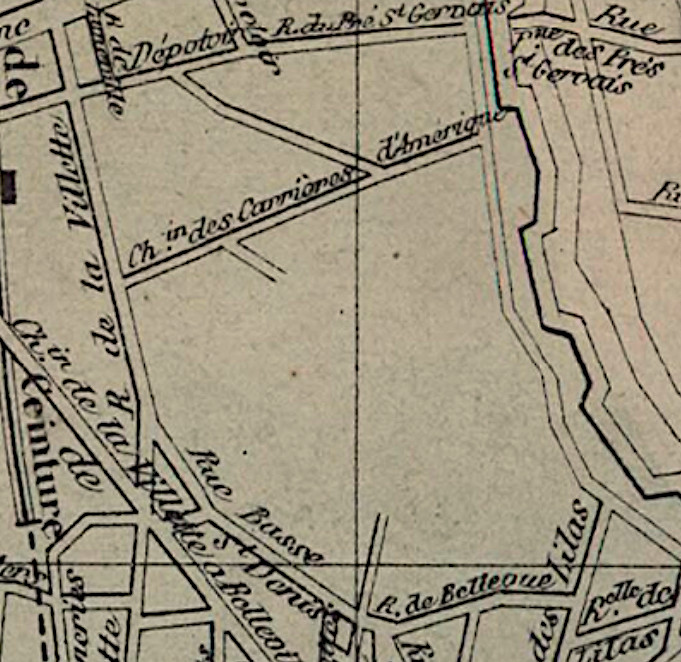
En 1861.
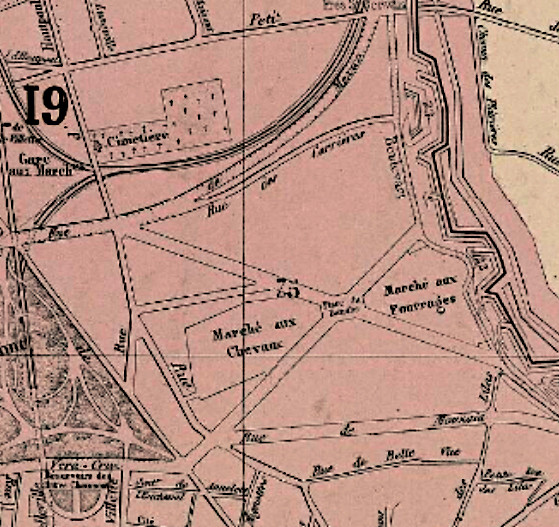
En 1878.
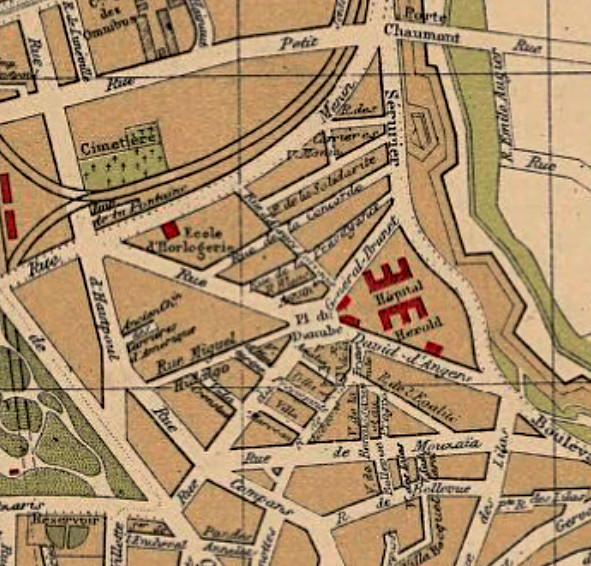
En 1899.

En 1951, elle devint la « place “du” Rhin-et-Danube », puis, par un arrêté municipal du 30 janvier 2006, elle prend le nom de « place Rhin-et-Danube ».

## Bâtiments remarquables et lieux de mémoire
- L'hôpital Hérold, détruit en 1988.
- Le lycée Diderot, ouvert en 1995 sur le site de l'hôpital Hérold.
- Au centre de la place se dresse le Monument en moisson, sculpture en pierre de Léon Deschamps.

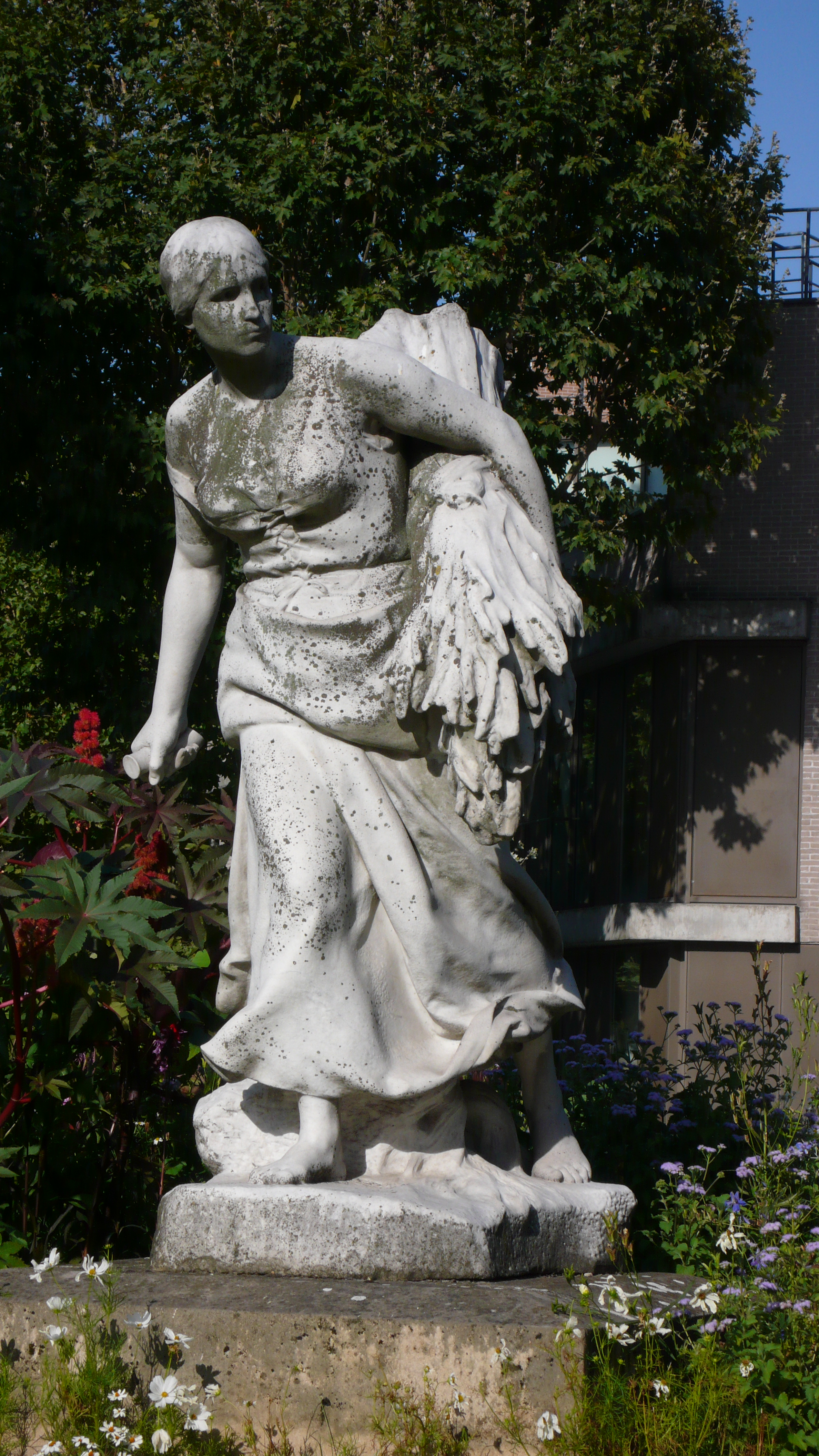
Le Monument en moisson au centre de la place.
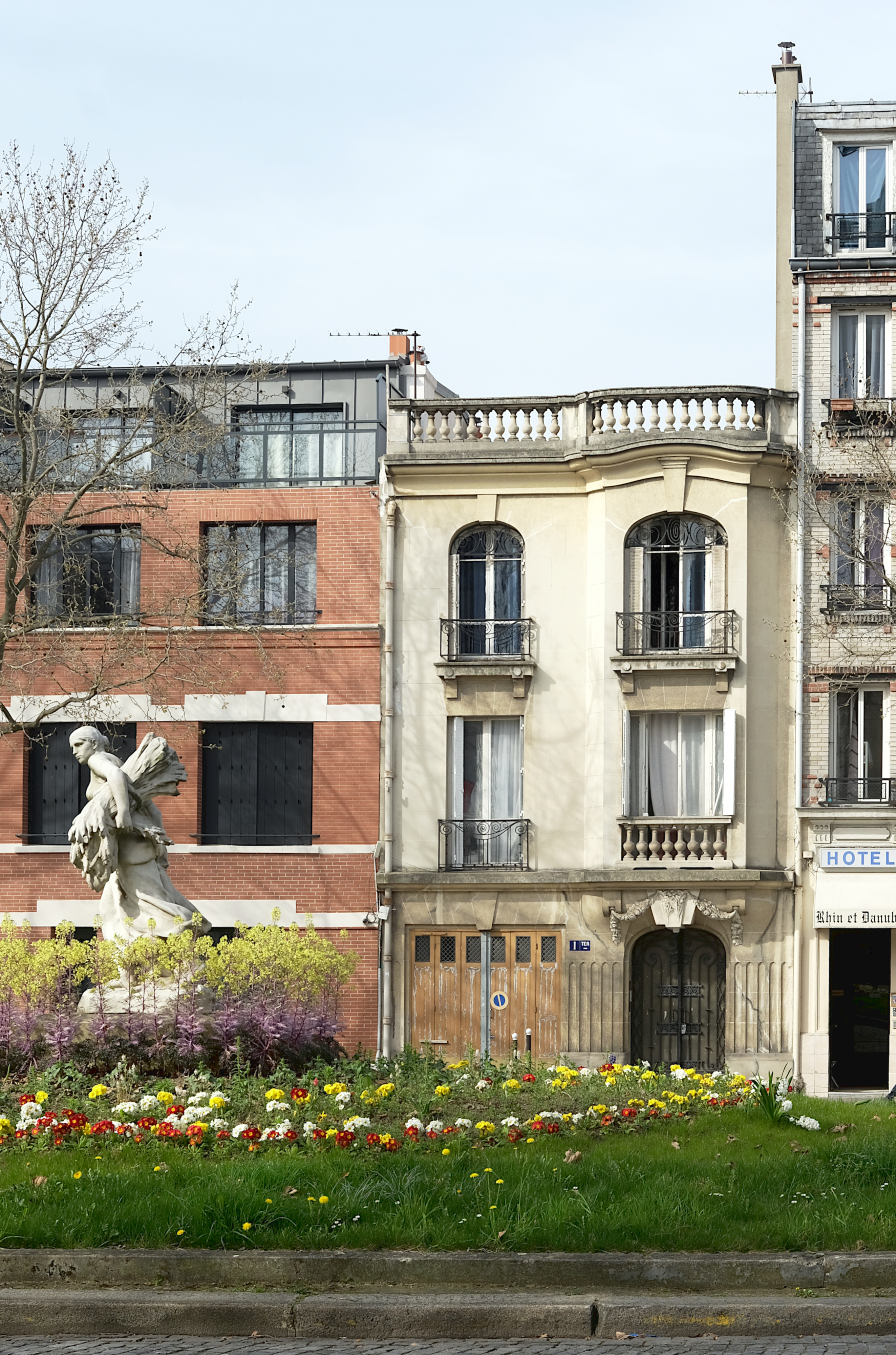
N°1 ter : maison de ville.
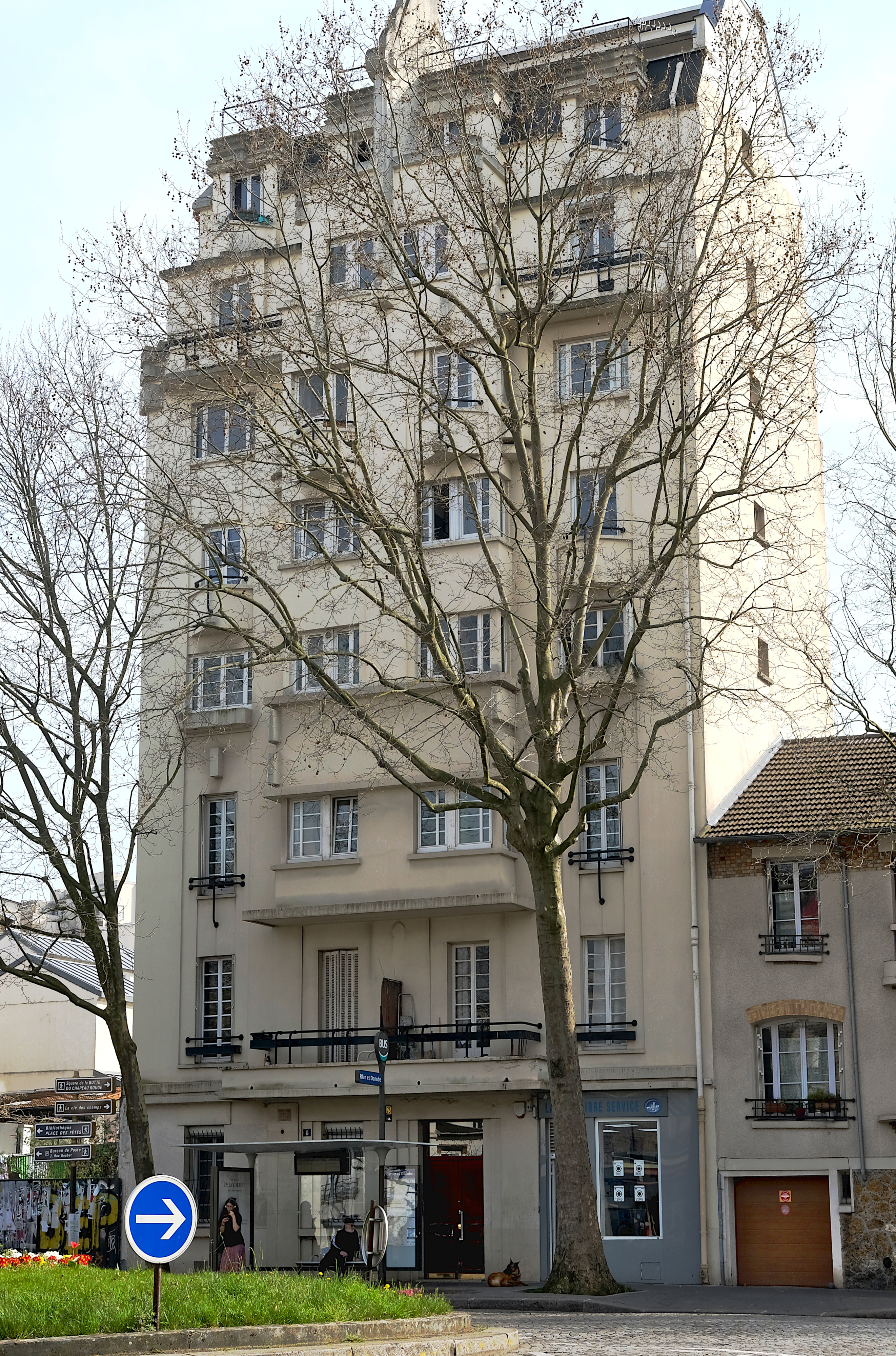
N°8.